# Neuracanthus ukambensis
Neuracanthus ukambensis är en akantusväxtart som beskrevs av C. B. Cl.. Neuracanthus ukambensis ingår i släktet Neuracanthus och familjen akantusväxter. Inga underarter finns listade i Catalogue of Life.